# Апошанский, Владимир Михайлович
Владимир Михайлович Апошанский (1 мая 1910, Погромец, Воронежская губерния — 27 сентября 1943, Краснодарский край) — советский поэт и военный корреспондент. Писал на русском языке. Участник Великой Отечественной войны.

## Биография
Родился 1 мая 1910 года в селе Погромец (сейчас — Волоконовский район Белгородской области). По другим данным родился в Воронеже.
Учился в средней школе в города Валуйки. Окончил Крымский педагогический институт. Писал стихи, издал две книги собственной поэзии. Занимался боевым самбо, боксом, тяжёлой атлетикой и плаванием.
Служил на Черноморском флоте. По завершении учёбы в военно-морском училище был назначен флагманским минёром Батумской военно-морской базы. Позднее был переведён в редакцию газеты «Красный черноморец». Во время Великой Отечественной войны участвовал в битве на Дунае, обороне Одессы и Севастополе, а также принял участие в Григорьевском десанте.
В 1943 году в Воениздате вышла его книга «Это было в июне», посвящённая обороне Севастополя.
25 сентября 1943 года стал участником Темрюкского десанта, который высадился у деревни Чайкино Краснодарского края. Капитан-лейтенант Апошанский во время сражения заменил погибшего командира и руководил наступлением группы бойцов. В бою он получил ранение и скончался в плену в деревне Чайкино 27 сентября 1943 года. Похоронен на воинском кладбище города Темрюк (улица Бувина).
Супруга — Евгения Михеева. Сын — Константин Апошанский — военный корреспондент.

## Память
После окончания Великой Отечественной войны газетой «Флаг Родины» был учреждён переходящий приз имени В. М. Апошанского, который вручался каждый месяц лучшему корреспонденту издания.
Именем Апошанского 26 сентября 1978 года названа астероид № 3190, который был открыт астрономом Людмилой Журавлёвой.
С 7 мая 1992 года в честь Владимира Михайловича называется улица в микрорайоне индивидуальной застройки на 7-м км Балаклавского шоссе в Севастополе.

## Награды
- Орден Красного Знамени[2]
- Орден Отечественной войны II степени[2]
- Медаль «За оборону Одессы»[2]
- Медаль «За оборону Севастополя»[2]
- Медаль «За оборону Кавказа»[2]

## Произведения
- «Стихи» (1933, Симферополь)
- «Повесть о хлебе: Поэма» (1933, Симферополь)
- «Это было в июне» (Воениздат, 1943)